# Мумія (фільм, 1959)
Мумія (англ. The Mummy) — англійський фільм жахів 1959 року.

## Сюжет
У 1895 році британські археологи Джозеф Вемпл, Стівен Беннінг та його син Джон на розкопках в Єгипті знайшли гробницю легендарної жриці Анак. Місцевий священик на ім'я Мехмет Бей попереджає шукачів про неприпустимість турбувати покійних. Ослухавшись ради археологи проникли всередину поховання, чим і накликали на себе гнів стародавнього божества. Через три роки, вже в Англії, з членами сім'ї Беннінг, які брали участь в тій експедиції, починають траплятися неприємності, що призвели до смерті двох з них. Приїхавший з Лондона інспектор Малруні спочатку відмовляється вірити в те, що причиною смерті стало стародавнє прокляття, а безпосереднім вбивцею є мумія, але подальші факти змусили його змінити свою точку зору.

## У ролях
| Актор           | Роль              |
| --------------- | ----------------- |
| Пітер Кашинг    | Джон Беннінг      |
| Крістофер Лі    | Мумія / Харіс     |
| Івонн Фюрно     | Ананка            |
| Едді Бірн       | інспектор Малруні |
| Фелікс Ейлмер   | Стівен Беннінг    |
| Реймонд Гантлі  | Джозеф Вемпл      |
| Джордж Пестелл  | Мехмет Бей        |
| Майкл Ріппер    | браконьєр         |
| Джордж Вудбрідж | констебль поліції |
| Гарольд Гудвін  | Пет               |
| Деніс Шоу       | Майк              |